# Jadranska Magistrala

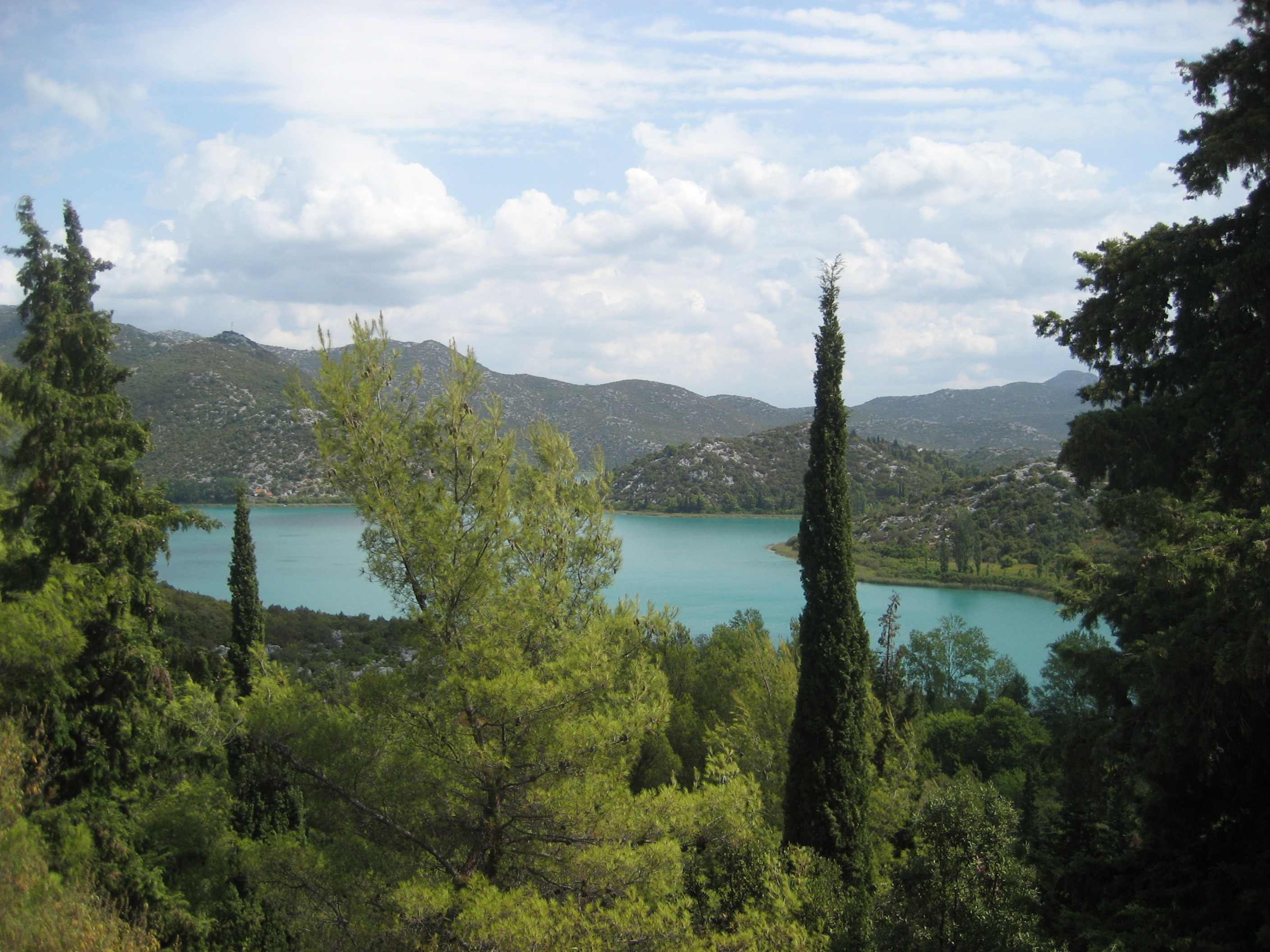
Baćina-Seen nahe Gradac, entlang der Jadranska Magistrala

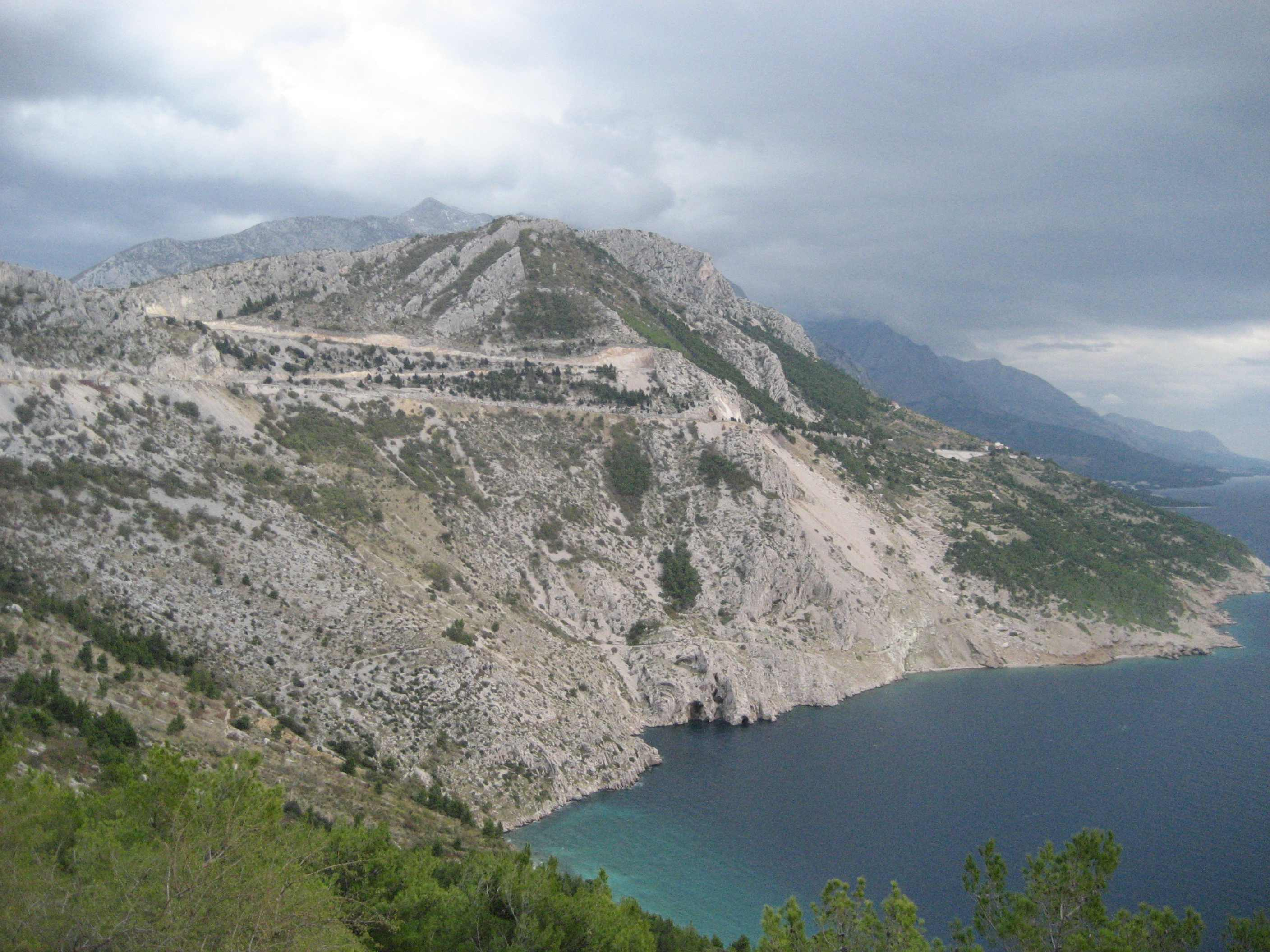
Jadranska Magistrala nahe Makarska

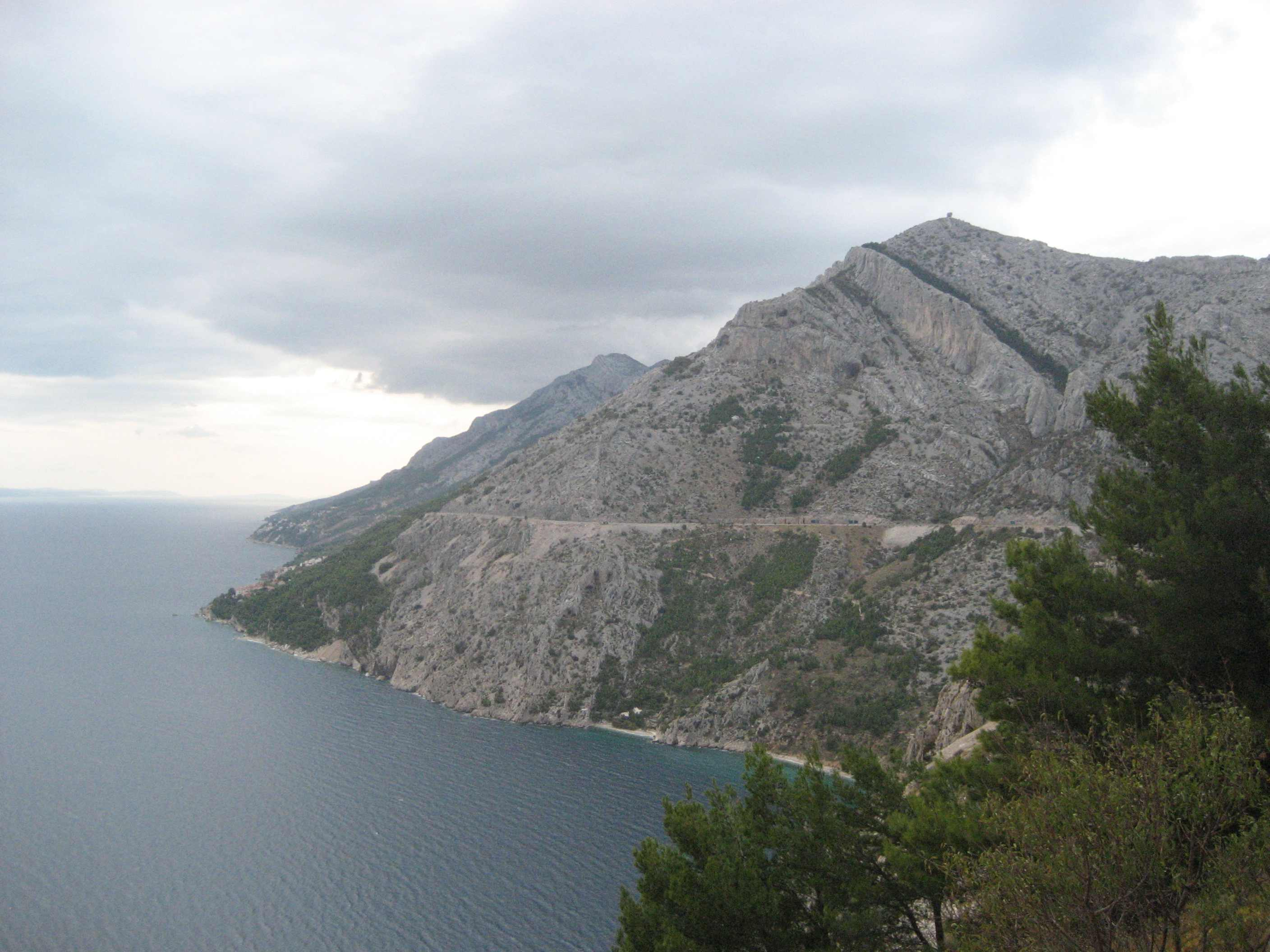
Jadranska Magistrala nahe Makarska

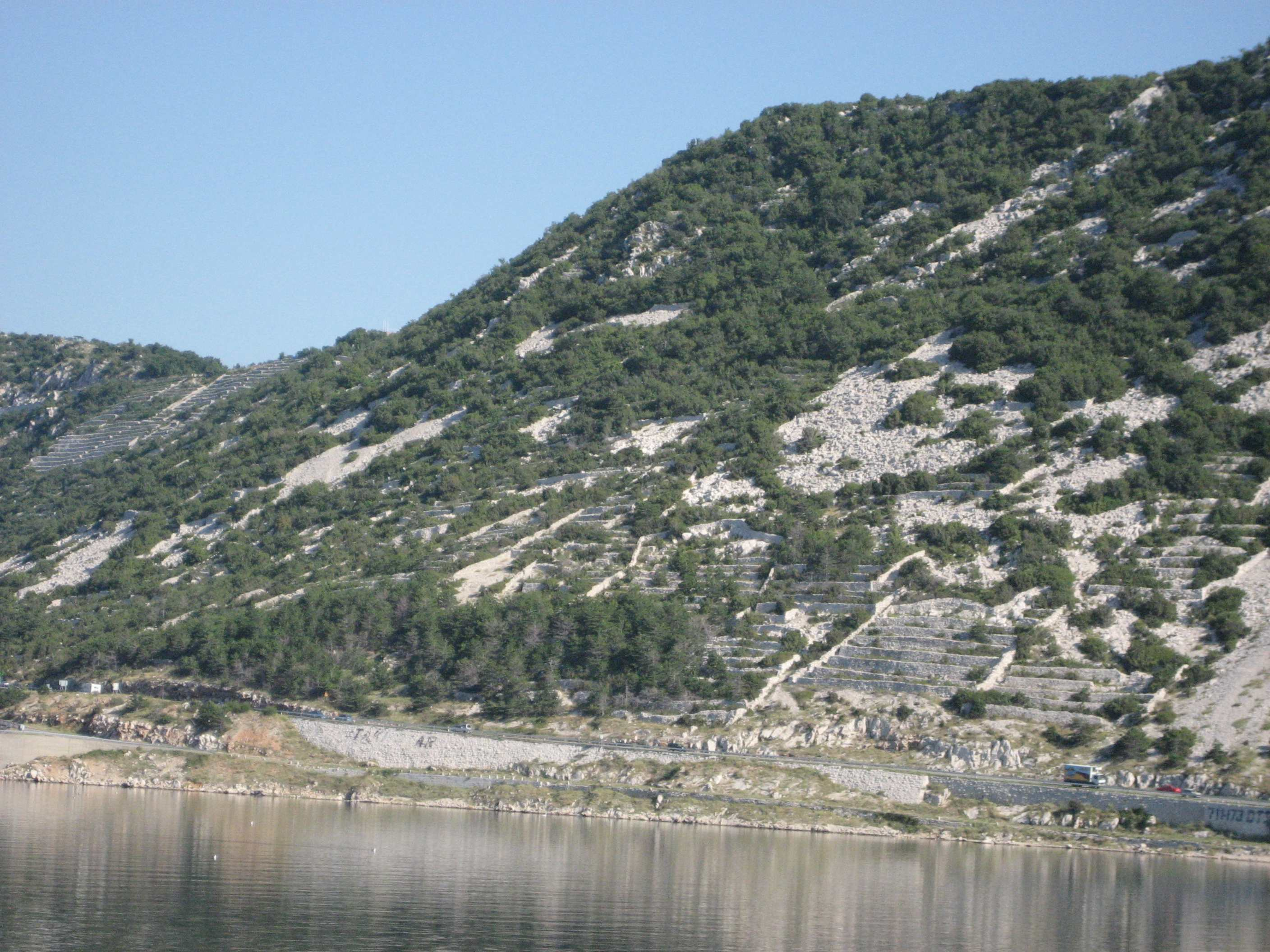
Jadranska Magistrala an der Bucht von Bakar und den Trockenmauerterrassen von Bakar

Die Jadranska Magistrala (deutsch Adriatische Küstenstraße oder Adria-Magistrale) auch Jadranska turistička cesta (deutsch: Adriatische Touristische Straße), befindet sich an der Ostküste des Adriatischen Meeres und ist Teil der Europastraße 65.
Der größte Teil der Küstenstraße verläuft durch Kroatien und Montenegro, aber kleine Teile befinden sich auch in Bosnien und Herzegowina und Slowenien. Die kurvenreiche Jadranska Magistrala wurde in den 1960er und 1970er Jahren erbaut und gilt als eine der schönsten und malerischsten Küstenstraßen weltweit. Vor dem Zerfall Jugoslawiens trug die Straße zwischen Škofije (Grenzübergang Richtung Triest) und Petrovac na moru die Bezeichnung M2; der südlichste Abschnitt bis Ulcinj die Bezeichnung M2-4. Die Straßennummer ist auf dem Staatsgebiet von Bosnien und Herzegowina noch erhalten; in Slowenien, Montenegro und Kroatien wurden sie durch eine neue Nummerierung ersetzt, vereinzelt findet man aber noch die historischen Kilometersteine.
Heute existiert zudem eine Autobahnverbindung zwischen Rijeka über Dugopolje sowie Šestanovac (nahe Makarska) nach Ploče (Autobahnen A1, A6 und A7). Die Fertigstellung eines weiteren Abschnitts nach Dubrovnik ist geplant.
Auf Grund von Bauarbeiten und Umwidmungen änderte sich die Gesamtlänge der Adriamagistrale über die Jahre regelmäßig. 1964 wurde ihre Länge mit 1035 Kilometern angegeben.

## Abschnitte
Die Jadranska Magistrala beginnt in der Nähe von Triest in Italien und führt bis nach Ulcinj in Montenegro. Mehr als die Hälfte der Straße befindet sich in Kroatien und ein Viertel in Montenegro. Kleine Teile befinden sich bei den slowenischen Grenzorten (Koper) und in Bosnien und Herzegowina nahe Neum.

### Slowenien
Die ursprüngliche, historische Jadranska Magistrala beginnt am Grenzübergang Škofije zwischen Triest und Koper und führt somit auch auf rund 32 km Länge durch Slowenien. Zwischen italienischer Grenze und Koper wurde sie praktisch gänzlich durch die mautpflichtige Schnellstraße Hitra cesta H5 und einen Teil der Autobahn Avtocesta A1 ersetzt. Der übrige Abschnitt und auch der größte Teil trägt die Bezeichnung Glavna cesta 111 und hat nur einen Fahrstreifen in jeder Richtung.

### Kroatien
In Istrien setzte sich die Magistrale unter der früheren Straßenbezeichnung D21 Richtung Pula fort, wobei dieser Abschnitt durch die parallel führenden Schnellstraßen A8 und A9 praktisch bedeutungslos geworden ist und als Gespanschaftstraße Nr. 5073 heute nur mehr dem lokalen Verkehr dient.
Ein landschaftlich sehr reizvoller Abschnitt ist die D66, die von Pula über die Orte Raša, Labin und Plomin sowie durch die historischen Seebäder Lovran und Opatija nach Rijeka führt. Der istrische Teil der Jadranska Magistrala ist somit 179 km lang.
Der größte Teil des kroatischen Abschnitts trägt die offizielle Bezeichnung D8. Diese beginnt bei Rijeka, führt über Senj, Zadar, Šibenik, Split, Opuzen und Dubrovnik bis zur Grenze nach Montenegro. Die Straßenlänge der D8 beträgt 658 Kilometer.

### Bosnien-Herzegowina
Auf einer Strecke von etwa 9,3 km führt die Magistrala bei Neum durch das Staatsgebiet von Bosnien-Herzegowina. In diesem Abschnitt ist zwar die Straßennummer M2 erhalten geblieben, nicht aber die alte Kilometrierung.

### Montenegro
In Montenegro führt die Jadranska Magistrala als M2 von Herceg Novi nach Kamenari, wo eine Fähre über die Meerenge Verige, die engste Stelle der Bucht von Kotor, hinüber nach Lepetane führt. Die 42 Kilometer lange Straße, die über Risan, Perast und Kotor um die Bucht herumführt, trägt zwar ebenfalls die Straßennummer M2, verfügt aber über eine eigene Kilometrierung. Die eigentliche Jadranska Magistrala setzt sich von Lepetane über Tivat und Budva nach Petrovac fort.
Während die M2 sowie die Europastraße 65 hier weiter ins Landesinnere Richtung Podgorica führen, setzt sich die Jadranska Magistrala noch als M2-4 über Bar bis Ulcinj fort.